# Canal de las Bardenas
El Canal de las Bardenas o Canal de Bardenas  es un acueducto que conduce agua desde el pueblo navarro de Yesa, en el norte de España, hasta la zona suroriental de Navarra y Zaragoza.
Tiene su origen en la presa del embalse de Yesa, donde se acumulan las aguas pirenaicas del río Aragón para ser trasvasadas con el fin de regar las Bardenas Reales, los pueblos de colonización de la parte suroriental de Navarra (mediante la Acequia de Navarra) y la comarca aragonesa de las Cinco Villas, y finaliza en el pantano de Ardisa, en el río Gállego. Contribuye al embalse de El Ferial en Bardenas con 8 hm³ (hectómetros cúbicos).

## Datos técnicos

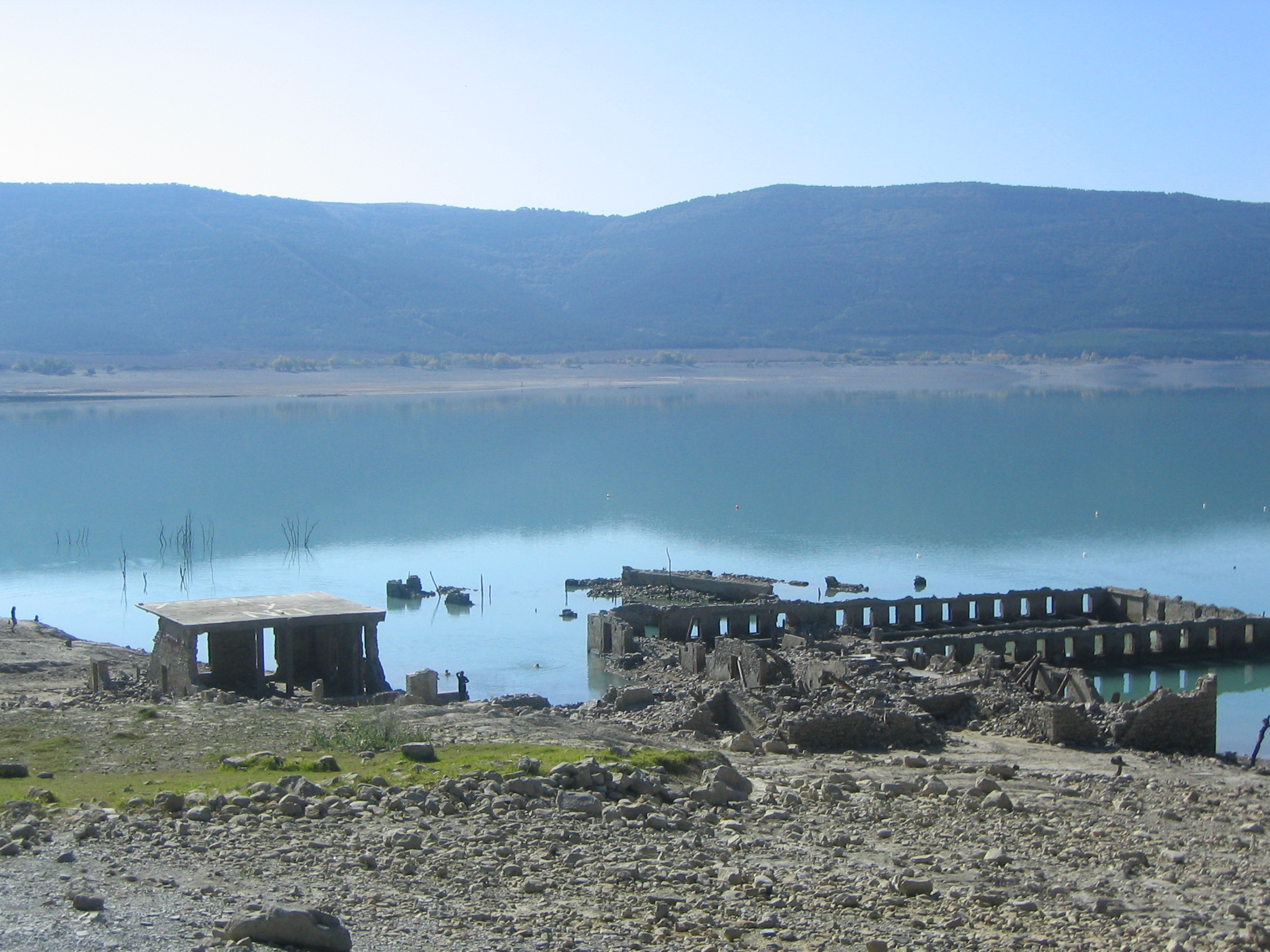
Vista parcial del embalse de Yesa.

El canal de Bardenas tiene una longitud prevista de 132 km divididos en dos partes, Bardenas I y Bardenas II que a su vez están subdivididas en siete tramos de los cuales seis están en uso y el séptimo, denominado "Bardenas III" y que finalizaría en la presa de Ardisa en el río Aragón, todavía no se ha construido.
La infraestructura tiene una capacidad de caudal de 60 m³/s (metros cúbicos por segundo) en su parte inicial que se va reduciendo hasta alcanzar los 30 m3/s en el sexto tramo. El canal posibilita el regadío (según datos del año 2006) de 81 107,64 ha (hectáreas) de regadío, 18 941,61 ha (23.35 %) en la provincia de Navarra y 62 166,03 ha (76.65 %) en la de Zaragoza, que junto con el abastecimiento a los 54 777 habitantes que dependen directamente del sistema, demandan un caudal medio anual de 467 hm³ de agua. La demanda media anual es de 467 hm³ y su sección es trapezoidal. El tramo "Bardenas I" proporciona una superficie regable de  60.000 ha y el de  "Bardenas II" de  28.000 ha aunque no ha concluido la puesta en riego que le corresponde.
La toma de la presa destinada al canal de las Bardenas está a una cota 453.35 m (metros) en el lado izquierdo. Está compuesta por tres tubos de 2 m de diámetro gobernados por sendas válvulas de tipo ring-seal y compuertas del tipo Tainter. El caudal total normal es de 90 m³/s (30 m³/s cada uno de ellos). El canal, en su recorrido, atraviesa un túnel, el de Cáseda, de 6.3 km (kilómetros) de longitud.
El recorrido está dividido en tres tramos denominados Bardenas I, Bardenas II y Bardenas III, que a la vez se subdivide en otros siete tramos (Bardenas III está todavía sin construir). La capacidad inicial de 60 m³/s (algunas fuentes indican 64 m³/s) se reduce a 30 m³/s en el último tramo.
La superficie regable de las Bardenas I es de unas 60 000 ha (40 000 ha de Zaragoza y 20 000 ha de Navarra); la zona regable se extiende desde Sangüesa, al norte, hasta Tauste, al sur. La superficie regable de Bardenas II es de 28 000 ha (en total supone en torno al 15 % de todo el regadío de la cuenca del Ebro realizado por canales). Al final, cuando se acabe el tercer tramo, la superficie regable estará sobre las 88 000 ha, aunque la capacidad del canal fue diseñada para dar cobertura a 110 000 ha, aunque se estima que rondará las 88.000 ha posicionando a esta infraestructura como el tercer sistema de riego de la cuenca del Ebro en orden de importancia en cuanto a superficie con un 15-20% de la superficie total dependiente o que se suministra de grandes canales.
La distribución del agua se realiza por medio de una red de acequias, siendo las principales las del Canal de La Pardina, las acequias de Navarra, Cinco Villas y del Saso, en Bardenas I, y la acequia de Sora en Bardenas II.

### Recorrido

#### Bardena I
La primera parte del canal, Bardenas I, desde Yesa hasta el río Arba de Luesia, tiene una longitud de 72 km. La superficie regable prevista es de 60.000 ha. En esta parte el canal se deriva en las siguientes acequias:
| Denominación            | Abreviado | Longitud km | Caudal en origen m³/s |
| ----------------------- | --------- | ----------- | --------------------- |
| Acequia de Navarra      | A-1       | 32          | 8                     |
| Acequia de Cinco Villas | A-2       | 52          | 15                    |
| Acequia de Cascajos     | A-3       | 22          | 8                     |
| Acequia de Saso         | A-4       | 11          | 7                     |

#### Bardena II
Una vez cruzado el río Arba de Luesia comienza el segundo tramo, Bardenas II. Esta zona queda dividida en dos, en la cuenca del Gállego y en la del Arba. La del Arba se riega con los trazos V y VI (completan 40,8 km) y con la Acequia de Sora (A-5) que tiene 55,3 km, terminando en Pradilla de Ebro, conformando una superficie de regadío de 28 610 ha. 
En la cuenca del Gállego discurre el trozo VII y la Acequia de Zuera, que acaba en Villanueva de Gállego y conforma una superficie de regadío de 11 625 ha, haciendo que la superficie total del tramo Bardenas II sea de 40 235 ha.

#### Bardena III
El tramo Bardenas III, o VII, fue sometido a información pública en 1975 y no ha sido aún construido. Hay propuesta de construcción de un embalse en Marracos, de una capacidad de 422 m³, que se llenaría con las aguas del canal de Bardenas para auxiliar a los riegos del Alto Aragón y podrían ser conducidas al embalse de Sotonera, de donde sale el canal de Monegros, pudiendo también regular las aguas del Gállego. El enlace entre el Aragón y el Gállego, que completaría el Plan Bardenas-Alto Aragón conformando una superficie de regadío de 268 000 ha.

## Asentamiento y producción

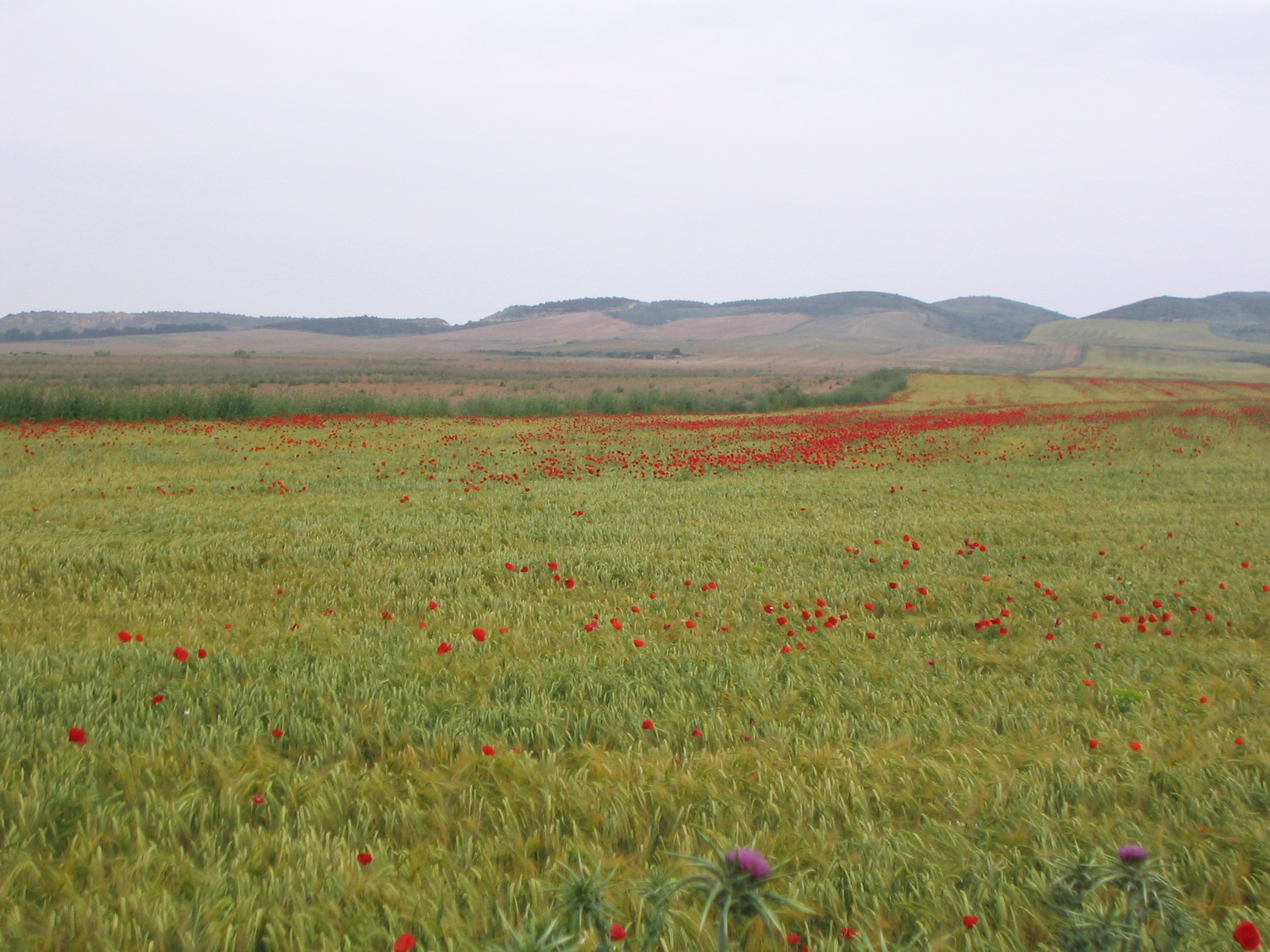
Cultivo de cereal en las Bardenas.

La ordenación de las zonas regables del Bardenas I se realizó mediante planes de coordinación realizados por el Instituto Nacional de Colonización que se encargó de la construcción de las redes secundarias, obras complementarias, nivelación de tierras, repoblación forestal, construcción de nuevos pueblos y asentamiento de agricultores en los nuevos regadíos. Mientras que la Confederación Hidrográfica del Ebro se hacía cargo de lo correspondiente a las aguas.
Se fundaron 15 nuevos pueblos, cinco en Navarra, Gabarderal, El Boyeral, Figarol, Rada y San Isidro del Pinar, y 10 en Aragón, Alera, Bardena, Campo Real, El Bayo, Pinsoro, El Sabinar, Sancho Abarca, Santa Anastasia, Santa Engracia y Valareña, que acogieron a 1267 familias que en varios casos procedían de los pueblos que quedaron deshabitados en el canal de Berdún como el caso del pueblo de colonización de El Bayo, al que tuvieron que emigrar muchas familias de Tiermas.
Bardenas II, con 28 610 ha de regadío, no ha generado ninguna población nueva.
La producción de regadío a la que se dedican las aguas del canal de Bardenas está formada, principalmente, por cultivos herbáceos extensivos como el maíz, el trigo, la cebada, etc. También se produce huerta con productos como tomate y pimiento, entre otros muchos, y el arrozal.

## Historia

### Antecedentes
El aprovechamiento de las aguas desde el río Aragón se ha planteado desde la Edad Media: ya en 1498 se propuso al rey de Aragón Fernando el Católico el desvío de aguas de ese río para usarlas como regadío por parte del Concejo de Tauste. En 1622 se proponía construir un canal hasta las Bardenas para regar los terrenos de una abadía que se proyectaba construir allí. En 1702 el ingeniero Josef Estorguia y el brazo de caballeros hijohidalgos lanzaron la propuesta de desviar el río para que corriera por tierras aragonesas, evitando así el pago de aranceles y peajes a los navarros. 54 años después, en 1756, se realizó un proyecto para la construcción de un canal que, naciendo en Tiermas, debía regar la comarca aragonesa de las Cinco Villas. Al poco tiempo se presentó otro proyecto, esta vez del capitán J. A. Monroy, quien propuso un canal (que nacía a una cota similar del actual de Bardenas), que regaría la comarca de Cinco Villas y Bardenas, con un total de 15 228 ha de regadío, así como la construcción de 18 nuevos asentimientos urbanos.

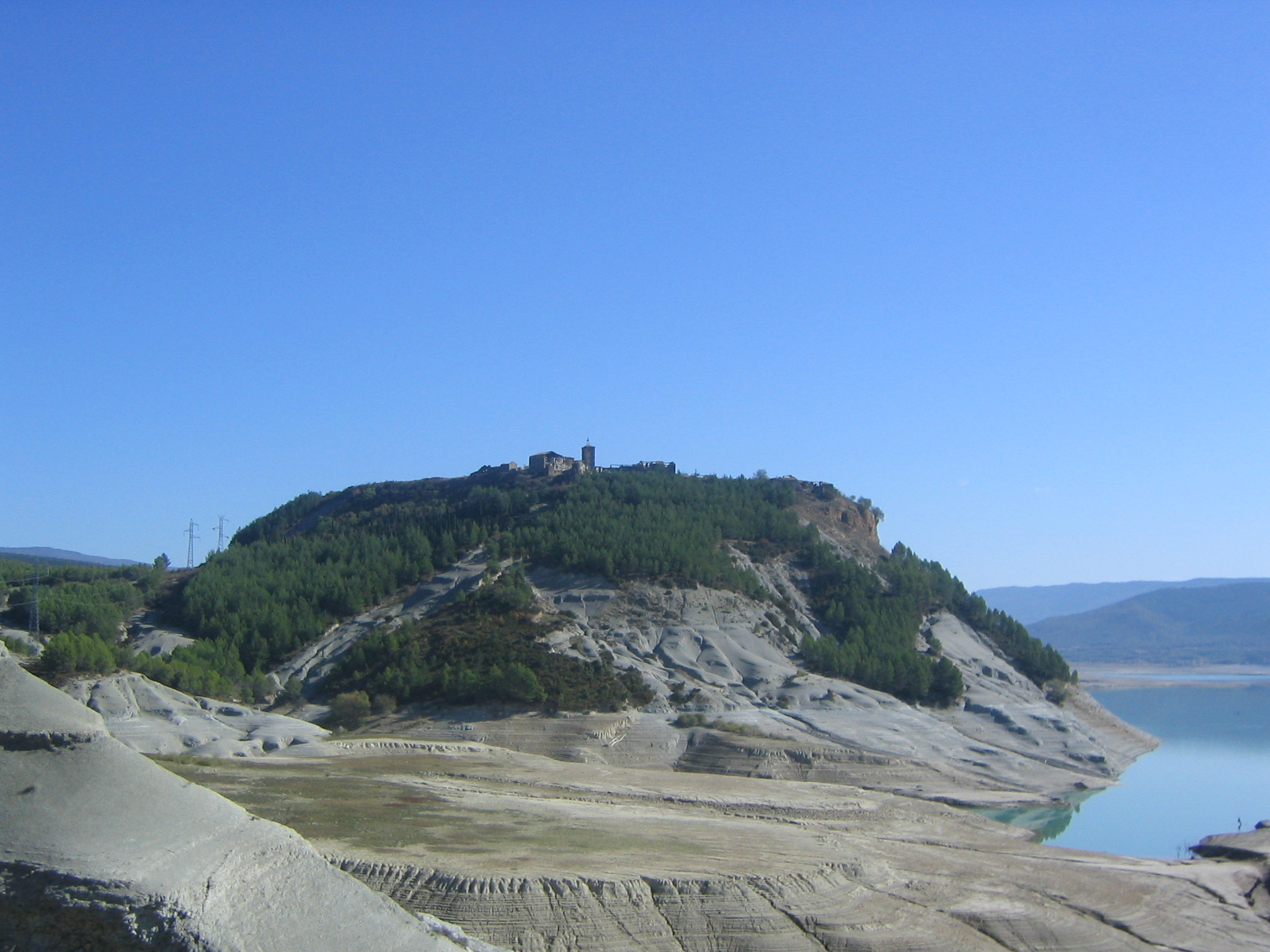
Vista de Tiermas sobre el pantano de Yesa.

En 1865 se creó una sociedad para la construcción de un canal de riego que bajara hasta las Bardenas. El proyecto lo realizó Antonio de Lesarri. La sociedad sería la encargada de la construcción a cambio de que se le cediera el uso de las aguas y que los regantes pagaran las correspondientes alfardas. En 1880 se decretó la nulidad de la concesión, puesto que no habían dado comienzo las obras.
En 1902 un Real Decreto del 25 de abril propuso un Plan Nacional de Obras Hidráulicas en el que aparecía un complejo hidráulico conformado por los canales de Bardenas de Yesa, de la Foz de Biniés, de Salvatierra y de Usún, cada uno de ellos con un pantano. Este complejo generaría una superficie de regadío de 30 000 ha en varios pueblos de Navarra y Zaragoza. Los embalses se ubicarían de la siguiente forma: el de Yesa, donde está el actual; el de Foz de Biniés en aguas del río Veral; el de Salvatierra, en el río Esca, el de Usún se situaría en el valle de Salazar, a 6 km de Lumbier. Junto a esta propuesta también estaban las del canal Imperial de Aragón y del Canal de Lodosa, lo que hacía más evidente la necesidad de regular el Aragón y sus afluentes.
El 2 de marzo de 1909 se encarga el estudio del proyecto de la presa de Yesa a la División Hidráulica del Ebro. Este proyecto lo realizan los ingenieros Cornelio Arellano, primero, y Manuel Abascal después, terminándolo en 1912. El proyecto del canal no fue aprobado hasta 1917. La presa diseñada era una presa de gravedad de 53 m de altura.

### El proyecto
En 1923 se encarga un nuevo proyecto, que redactaron los ingenieros Feliz de los Ríos, Mariano Vicente y Antonio Colom, que realizan el estudio partiendo de una superficie regable de 130 000 ha, contribuir a la presa de Ardisa con 400 000 millones de metros cúbicos anuales y abastecer de agua potable a Zaragoza. Esta propuesta se incluía en el enlace de los tres grandes ríos del lado izquierdo del Ebro, el Aragón, el Gállego y el Cinca.
El 7 de mayo de 1926 una Real orden aprueba el proyecto de la presa de Yesa obligando a respetar los usos y aprovechamientos que se dan aguas abajo de la misma. El mismo equipo que proyecta la presa proyecta el canal de Bardenas presentando su trabajo el 29 de diciembre de 1924. Este sería aprobado 8 años después, el 30 de junio de 1932, por una Resolución de la Dirección General de Obras Hidráulicas. En 1926 se estima que el embalse de Yesa sólo serviría para el regadío de las Bardenas y de la comarca de Cinco Villas, desestimándose su posible contribución al canal Imperial de Aragón. En el I Plan General de Obras y Trabajos varios de la Confederación Hidrográfica del Ebro, en el año 1926, se plantea la construcción del embalse de Yesa. Este tendría una capacidad de 470 hm³ destinados al Canal de Bardenas y al riego de la zona de cultivo de la propia cuenca, unas 15 000 ha, aunque se seguía comentando la posibilidad de contribución al canal Imperial para que este dejara libres recursos para el de Lodosa. Las previsiones sobre el canal de Bardenas, que partiendo de Yesa debía llegar a Ardisa, eran de una salida de presa de 60 m³/s de los cuales llegarían a Ardisa 39.

### La ejecución

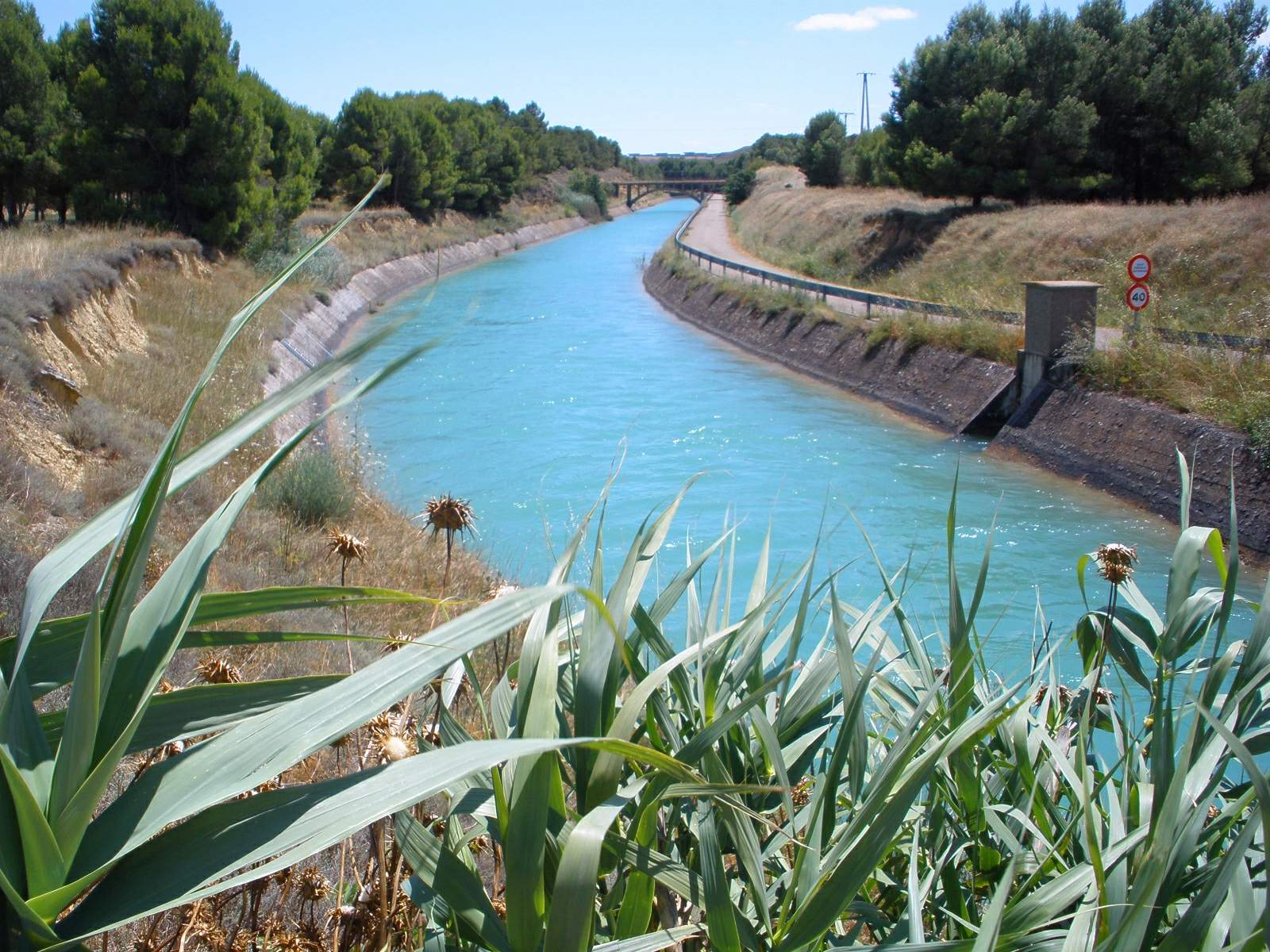
El canal de Bardenas a su paso por Sádaba.

En el II Plan de Obras de la Confederación que vio la luz al año siguiente, se retrasan las obras al estimar que no se habían realizado convenientemente los estudios de régimen, caudal y traza del canal ni de la capacidad del embalse. Ese mismo año el Servicio Agronómico de la Confederación Hidrográfica elabora y publica un estudio en el cual prevé la conversión en regadío en régimen intensivo de 80 000 ha y otras 30 000 ha en régimen semi-intensivo. Para ello estimaba que hacían falta 619 952 hm³/año de agua con incidencia de uso en los meses de verano.
El 13 de noviembre de 1928 comienzan las obras de cimentación de la presa, que habían sido sacadas a concurso en el tercer plan de Obras y Trabajos. En ese mismo Plan de Obras y Trabajos se decide rebajar la traza del canal de Bardenas especialmente una vez en la cuenca del río Riguel. El IV Plan de Obras, el de 1929, plantea embalses complementarios al de Yesa para el suministro al canal de Bardenas. En este año ya se están realizando el proyecto definitivo de algunos trozos del canal siguiendo la traza señalada en el anterior y al año siguiente ya se toma la decisión de su ejecución. Para 1933 ya se había comenzado su construcción.
Después de la Guerra Civil, en que las obras estuvieran detenidas, se retoman con la construcción de la variante de la carrera en 1940 y la excavación de la ladera derecha. En 1945, de la mano de René Petit, se realizan dos reformas del proyecto, la primera se aprueba por Orden Ministerial el 6 de febrero y la segunda y definitiva, el 15 de septiembre. Definitivamente quedan designadas las utilidades que se le van a dar al agua de Yesa que son las mismas que se habían previsto en el proyecto de Félix de los Ríos, pero se rebaja la superficie regable a 110 000 ha. El 19 de octubre de 1951 se declara por Real Decreto de alto interés nacional la transformación en regadío de la zona de la primera parte del canal que llega hasta el río Arba de Luesia.
Se encarga el proyecto de general de riegos para el canal de Bardenas al Instituto Nacional de Colonización. El 12 de febrero de 1954 se aprueba dicho proyecto para la primera zona del canal y se forma una Comisión Técnica Mixta que queda encargada de elaborar el Plan Coordinado de Obras que es aprobado el 28 de marzo de 1955. En 1959 se acaban las obras de la presa, que entra en servicio en 1960 a la vez que la primera parte del canal dando servicio a 21 000 ha de las 110 000 ha proyectadas.
El 1 de julio de 1971 se declara de alto interés nacional la conversión en regadío de la segunda fase del canal que comprendía una superficie de 27 000 ha pertenecientes a los pueblos zaragozanos de Ejea de los Caballeros, Luna, Sierra de Luna, Tauste, Pradilla de Ebro y Remolinos.
El 10 de mayo de 1973 se aprueba el Plan General de Transformación de la Zona Regable de la Segunda Parte de Canal de Bardenas este plan es modificado en 1973 delimitando la zona de regadío. El 14 de julio de 1980 y el 22 de julio de 1982 se aprueban los planes coordinados de obras que permiten acabar el canal y extender el regadío a otras 30 000 ha aprovechando también la Acequia de Sora.
El tramo de Bardenas II está en construcción mientras que el tercero y último Bardenas III todavía no se ha iniciado.
Para aumentar el aporte del canal de Bardenas, subirlo por encima de los 65 m³/s, se ha decidido recrecer la presa de Yesa hasta triplicar su capacidad convirtiéndola en un embalse hiperanual. También se ha propuesto la construcción de tres embalses laterales, los de Malvecino, La Berné y Carcastillo.